# San Marcos en Agro Laurentino (título cardenalicio)
San Marcos en Agro Laurentino es un título cardenalicio de la Iglesia Católica. Fue instituido por el papa Pablo VI en 1973 con la constitución apostólica Cum pro auctis.

## Titulares
- Emile Biayenda (5 de marzo de 1973 - 23 de marzo de 1977)
- Vacante (1977-1983)
- Alexandre do Nascimento (2 de febrero de 1983 - 28 de septiembre de 2024)
- Domenico Battaglia (7 de diciembre de 2024-actualidad)